# Abarema commutata
Abarema commutata là một loài thực vật thuộc họ Đậu. Loài này được tìm thấy ở Guyana, Venezuela, Suriname và Bolivia.